# Weegbreeslangenkruid
Weegbreeslangenkruid (Echium plantagineum) is een plant uit de ruwbladigenfamilie (Boraginaceae). De plant komt van nature voor in het Middellandse Zeegebied, delen van West-Europa en in Macaronesië.

## Naamgeving en etymologie
Synoniemen zijn Echium violaceum L., Echium sennenii Pau, Echium plantaginoides Roem. & Schult., Echium murale Hill, Echium maritimum Willd. en Echium latifolium Bubani
De naam Echium is afgeleid van het Oudgriekse woord ἔχις (echis) = adder of gifslang. Zie daarvoor het artikel over Echium. De soortaanduiding plantagineum komt van het Latijn en betekent 'lijkend op Plantago', naar de gelijkenis van de grondbladeren met die van de weegbree.

## Kenmerken

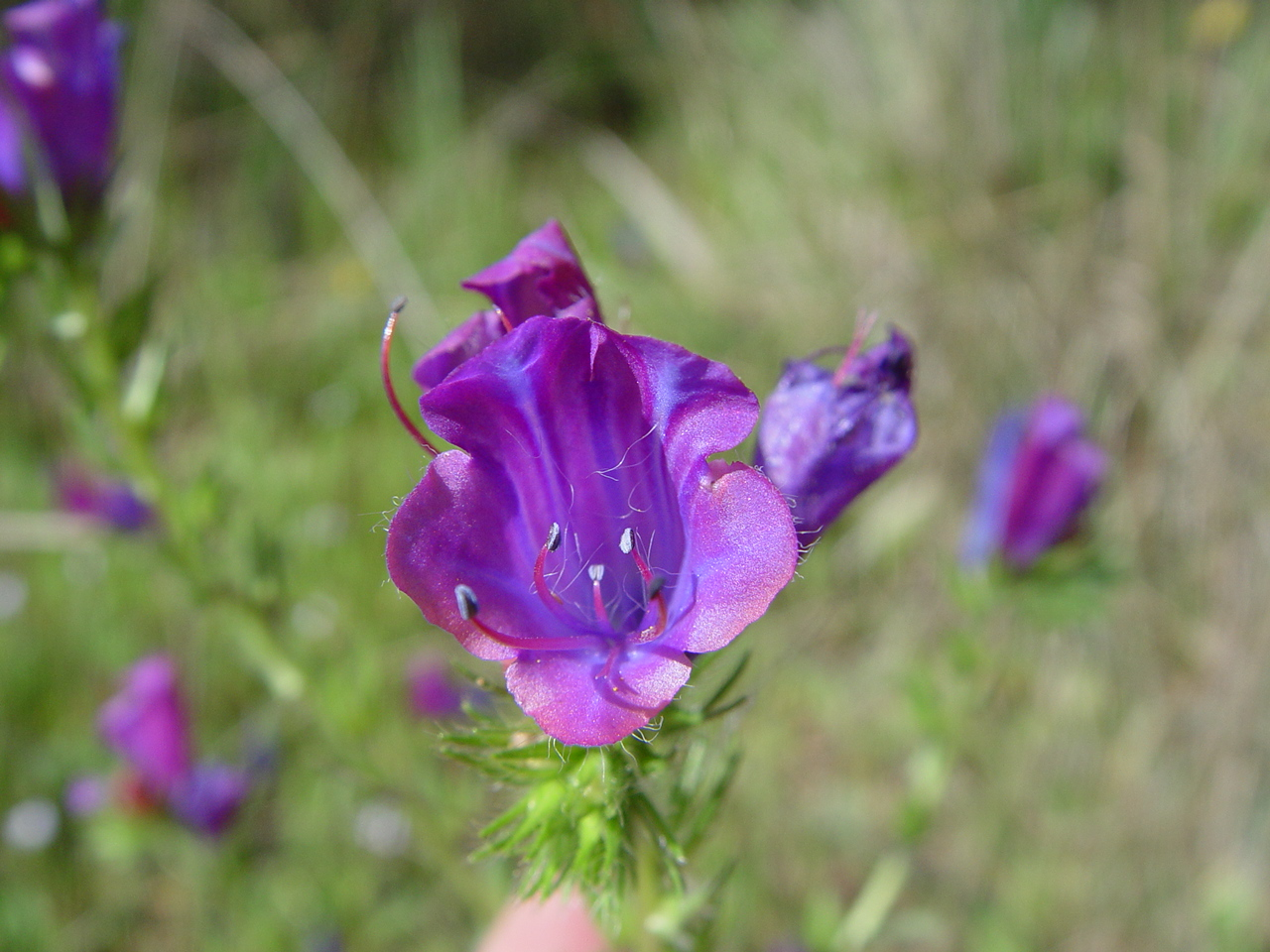
Detail bloem

Het is een een- of tweejarige, kruidachtige plant met een vertakte , tot 70 cm hoge stengel, die is bezet met ruwe, stijve haren. De plant heeft aan de basis een bladrozet van lijnlancetvormige bladeren, en hogerop tot 14 cm lange lancetvormige stengelbladeren met hartvormige voet, half-stengelomvattend, eveneens dicht bezet met afstaande haren.
De bloeiwijze is een ijle, rechtopstaande tros met enkele grote, trechtervormige bloemen. De kelklobben zijn lijnlancetvormig, een vierde tot een derde van de kroon. De kroon is tot 3 cm lang, trechtervormig, zygomorf of bilateraal symmetrisch, fel blauwpaars gekleurd, enkel behaard op de nerven. Er zijn vijf meeldraden, waarvan twee langer dan de bloemkroon, met onbehaarde helmdraden.
De plant bloeit van april tot juli.

## Habitat en verspreiding
De plant groeit op zonnige of licht beschaduwde plaatsen op zandige ruderale terreinen, wegbermen, in garrigue, op graslanden en op rotsige hellingen, vooral in de buurt van de kust.
De plant komt algemeen voor in het hele Middellandse Zeegebied, van Portugal tot de Krim, in Macaronesië (de eilandengroep die de Canarische Eilanden, Madeira, de Azoren en de Kaapverdische Eilanden omvat), en in West-Europa tot in Zuidwest-Engeland.
De plant is door de mens geïntroduceerd in Australië, Zuid-Afrika en de Verenigde Staten, waar hij als een invasieve soort wordt gezien.

## Economisch belang
De plant bevat giftige pyrrolizidine-alkaloïden die zich opstapelen in de lever. In grote hoeveelheden kan het bij vee en vooral bij paarden tot gewichtsverlies en zelfs tot de dood leiden. Het kan irritatie veroorzaken aan de uiers van melkvee en ook op de menselijke huid. Omdat de gifstoffen ook in de nectar van de plant voorkomen, moet de honing ervan gemengd worden met die van andere planten om een te hoge concentratie van de actieve stof te vermijden.
De zaden bevatten een plantaardige olie, echiumolie genaamd, met hoge concentraties alfa-linoleenzuur (ALA), gamma-linoleenzuur (GLA) en stearidonzuur (SDA). Deze olie heeft een vergelijkbare werking als visolie bij het verlagen van het triglycerideniveau in het bloedplasma en in de lever. De olie wordt eveneens gebruikt in cosmetica en huidverzorgingsproducten.
... · 
E. aculeatum · 
E. brevirame · 
E. candicans · 
E. creticum · 
E. gentianoides · 
E. hypertropicum · 
E. nervosum · 
E. pininana · 
E. plantagineum · 
E. sabulicola · 
E. simplex · 
E. virescens · 
E. vulgare (Slangenkruid) · 
E. webbii · 
E. wildpretii · 
E. wildpretii subsp. trichosiphon · 
E. wildpretii subsp. wildpretii · 
...